# Imprensa negra no Brasil

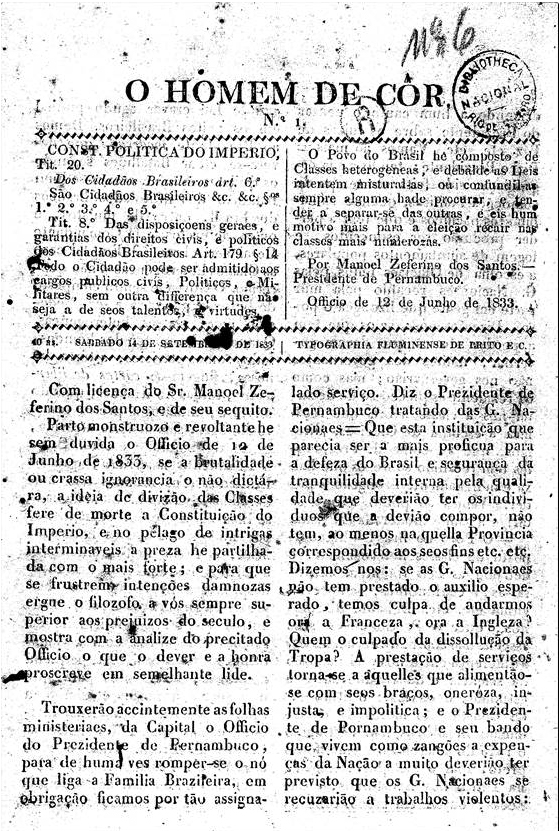
Primeira página da edição 01 de O Homem de Côr (1833), o primeiro periódico da imprensa negra brasileira.

Imprensa negra no Brasil é o movimento jornalístico voltado especialmente, mas não exclusivamente, para a documentação e debate público das questões envolvendo o negro brasileiro, como a discriminação racial, a recuperação da dignidade, identidade, história e cultura dessa parcela da população, bem como destacando o protagonismo de personalidades negras, propondo a desconstrução da ideologia da democracia racial e a formação de uma nova consciência coletiva e um novo paradigma social. A imprensa negra tem sido, desde sua origem, uma das expressões mais importantes e combativas do movimento negro brasileiro.

## Origens
Ao longo do período colonial ocorreram muitos questionamentos da escravidão, mas em geral os negros eram vistos como seres inferiores aos brancos e meras peças de mercadoria, sendo praticamente desprovidos de qualquer direito. Neste longo período a imprensa foi proibida de atuar por determinação da Coroa portuguesa, mas folhetins, panfletos e livros circularam amplamente de forma clandestina, muitas vezes abordando temas reivindicatórios. Há registro de que em 1789, quando os negros baianos promoveram a Revolta dos Búzios, panfletos e manifestos foram afixados em casas e muros como forma de aglutinação dos amotinados e desejando comunicar à sociedade seu repúdio às desigualdades sociais e à discriminação racial.
A proibição da imprensa foi revogada em 1808, com a chegada da família real, mas o primeiro periódico brasileiro legalizado dirigido por negros e voltado para a população negra, O Homem de Cor, só foi lançado em 1833, no Rio de Janeiro. Era impresso na tipografia de Francisco de Paula Brito, um homem negro nascido livre e carioca que já trabalhava com impressão de jornais e que é tido como um dos pioneiros na luta contra a escravidão e o preconceito racial no Brasil. Teve apenas cinco edições, iniciando em setembro e encerrando em novembro do mesmo ano. Pouco após o aparecimento de O Homem de Cor foram lançados mais quatro periódicos: Brasileiro Pardo, O Lafuente, O Cabrito e O Crioulinho, todos ainda em 1833. Nenhum deles teve uma vida longa, mas exerceram um significativo impacto fora do meio especificamente negro. Segundo Ana Magalhães Pinto, esses primeiros jornais negros não se concentraram no problema da escravidão, mas compartilhavam uma ideia, de inspiração liberal e iluminista, de que os talentos e virtudes pessoais, e não a cor da pele, deviam ser a garantia da igualdade e da democracia. Isso não anulava a sua autoidentificação pela cor, mas deve ser entendido no contexto de surgimento desses jornais, quando foi apresentado projeto legislativo pretendendo estabelecer o critério da cor para acesso a patentes superiores da Guarda Nacional e para identificação na listagem de cidadãos capazes de votar, discriminando mesmo os negros legalmente livres e emancipados, o que violava o texto constitucional e as promessas de igualdade feitas pelo imperador D. Pedro I. Na interpretação de Pinto, enquanto que a escravidão era um instituto legal, a discriminação pela cor, embora grave e generalizada, era apenas um costume, e institui-la legalmente aumentaria os problemas enfrentados pelos negros em todas as áreas, assim como removeria todos os negros livres de posições estratégicas de comando militar, os privaria de direitos políticos e aumentaria o poder de controle do Estado sobre essa população.

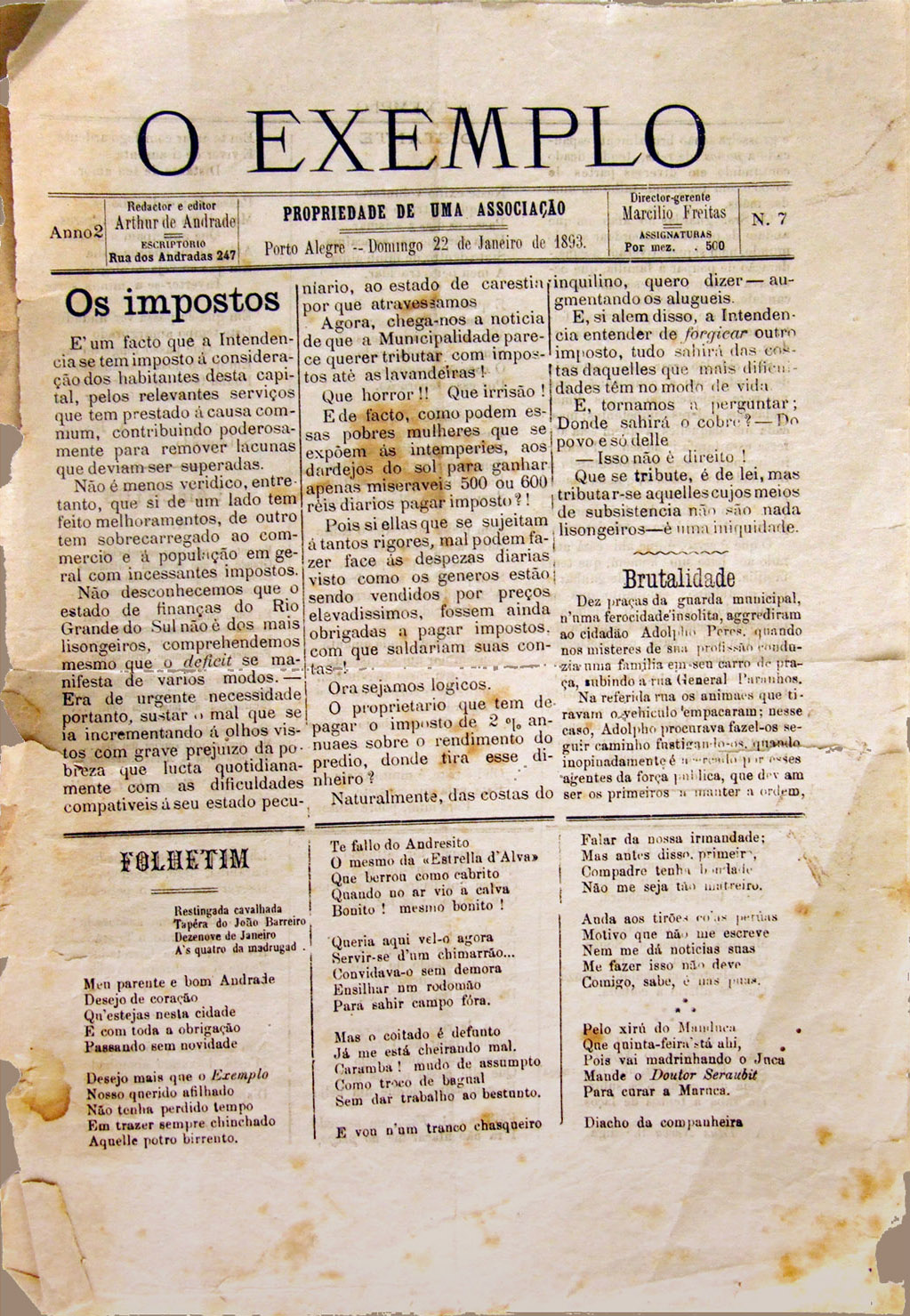
Edição nº 7 de O Exemplo, 22 de janeiro de 1893.

Num contexto todo desfavorável aos negros, outros jornais levariam décadas para surgir, reaparecendo somente em 1876 em Recife através de O Homem: Realidade Constitucional ou Dissolução Social, que repisava a questão da ilegalidade da discriminação dos libertos e assinalava que o preconceito parecia aumentar à medida que mais e mais negros se emancipavam, além de fazer os primeiros protestos contra as teorias eugênicas pseudocientíficas e os projetos de branqueamento populacional. O Homem se distinguiu dos seus precursores por uma abordagem mais ampla e profunda das questões pertinentes aos negros, indicando que neste longo intervalo sem imprensa houve um significativo ganho em experiências e em conhecimentos para o estabelecimento de argumentos mais sólidos contra a escravidão e a discriminação, mas assim como os outros, teve vida curta. A partir desta época o abolicionismo se torna a nota dominante na imprensa negra brasileira, reivindicando a integração plena do negro na sociedade. Também circularam 31 folhas, pasquins e panfletos avulsos exclusivamente dedicados ao abolicionismo entre 1871 e 1888, ano da abolição da escravatura, a exemplo do Cidade do Rio, de José do Patrocínio, e da Gazeta da Tarde, de Ferreira de Meneses, embora nem todos fossem editados por negros, mas também por simpatizantes brancos da causa.
Surgiram vários periódicos importantes ainda no século XIX, como A Pátria e O Progresso em São Paulo, em 1899, e o longevo O Exemplo em Porto Alegre, em 1892. Embora mantivessem propostas específicas diferentes e às vezes conflitantes, tinham em comum o reconhecimento da necessidade de educação da população negra, objetivando levantar o estigma do negro e do mulato como pessoas sem capacidade intelectual e prepará-los para o mercado de trabalho, e desejando criar uma consciência identitária coletiva que pudesse unir as demandas de diferentes grupos e fortalecer a luta reivindicatória de todos. Também não pareciam ter nenhuma saudade da monarquia, extinta em 1889, apesar da estima dedicada à princesa Isabel, chamada "a libertadora", pois em várias matérias ficara assinalado que os gabinetes monárquicos haviam se alternado entre liberais e conservadores e pouco mudava a situação do negro, enquanto que o projeto de república parecia muito mais promissor, anunciando uma nova era de igualdade de direitos, de democracia e de plena cidadania. Mas se esses direitos foram assegurados na lei, na prática eles seriam constantemente aviltados, tomando força a enganosa ideia da democracia racial que alegadamente havia sido implantada, e logo aumentando a sensação entre os negros de que as promessas oficiais mais uma vez haviam sido ocas e que sua situação, em vez de melhorar, piorava.
Com efeito, estava entrando no país naquele momento uma massa de imigrantes europeus pouco qualificados que disputava mais ou menos o mesmo mercado de trabalho, muitos que estavam no campo perderam seu local de moradia e foram empurrados para favelas urbanas, sem nenhuma estrutura ou apoio, uma lei de 1890 proibiu o ingresso de qualquer negro no país, circulava um discurso historiográfico pretendendo apagar a contribuição do negro para o crescimento na nação — mesmo no nível puramente econômico, que diria cultural — e as teorias de branqueamento populacional ganhavam novo fôlego, estendendo sua influência para dentro das primeiras décadas do século XX.

## Século XX
Nas primeiras décadas do século XX, apesar da altíssima taxa de analfabetismo ainda prevalente entre a população negra, o número de jornais e revistas se multiplicou rapidamente, diversificando-se o seu perfil, acrescentando ao jornalismo político-reivindicatório o jornalismo literário e o noticioso. Embora nesta época a imprensa negra tivesse uma circulação limitada, alcançando principalmente a reduzida parcela da população negra que sabia ler, era comum que os alfabetizados servissem como multiplicadores da informação, reunindo em torno de si um grupo de interessados e lendo os jornais em voz alta para eles. Neste sentido, a imprensa foi um agente educativo importante neste período, e foram constantes as matérias exortando que não se esperasse por projetos do governo e sim que os próprios negros tomassem a iniciativa de buscar voluntariamente sua educação. Segundo Gonçalves & Silva, "não há quase referência quanto à educação como um dever do Estado e direito das famílias. As entidades invertem a questão. A educação aparece como uma obrigação da família. A crítica ao descaso do governo para com a educação dos negros aparece na mesma proporção em que o protesto racial endurece, ou seja, se radicaliza". As publicações "salientam a importância de instrumentar-se para o trabalho, divulgam escolas ligadas a entidades negras, dando-se destaque àquelas mantidas por professores negros. Encontram-se mensagens contendo exortações aos pais para que encaminhem seus filhos à escola e aos adultos para que completem ou iniciem cursos, sobretudo os de alfabetização. O saber ler e escrever é visto como condição para ascensão social, ou seja, para encontrar uma situação econômica estável, e, ainda, para ler e interpretar leis e assim poder fazer valer seus direitos".

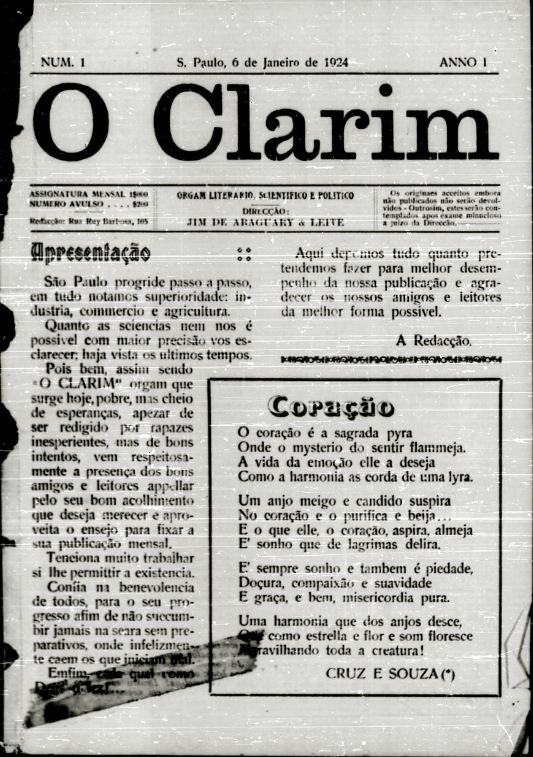
Primeira edição de O Clarim da Alvorada, de 6 de janeiro de 1924.

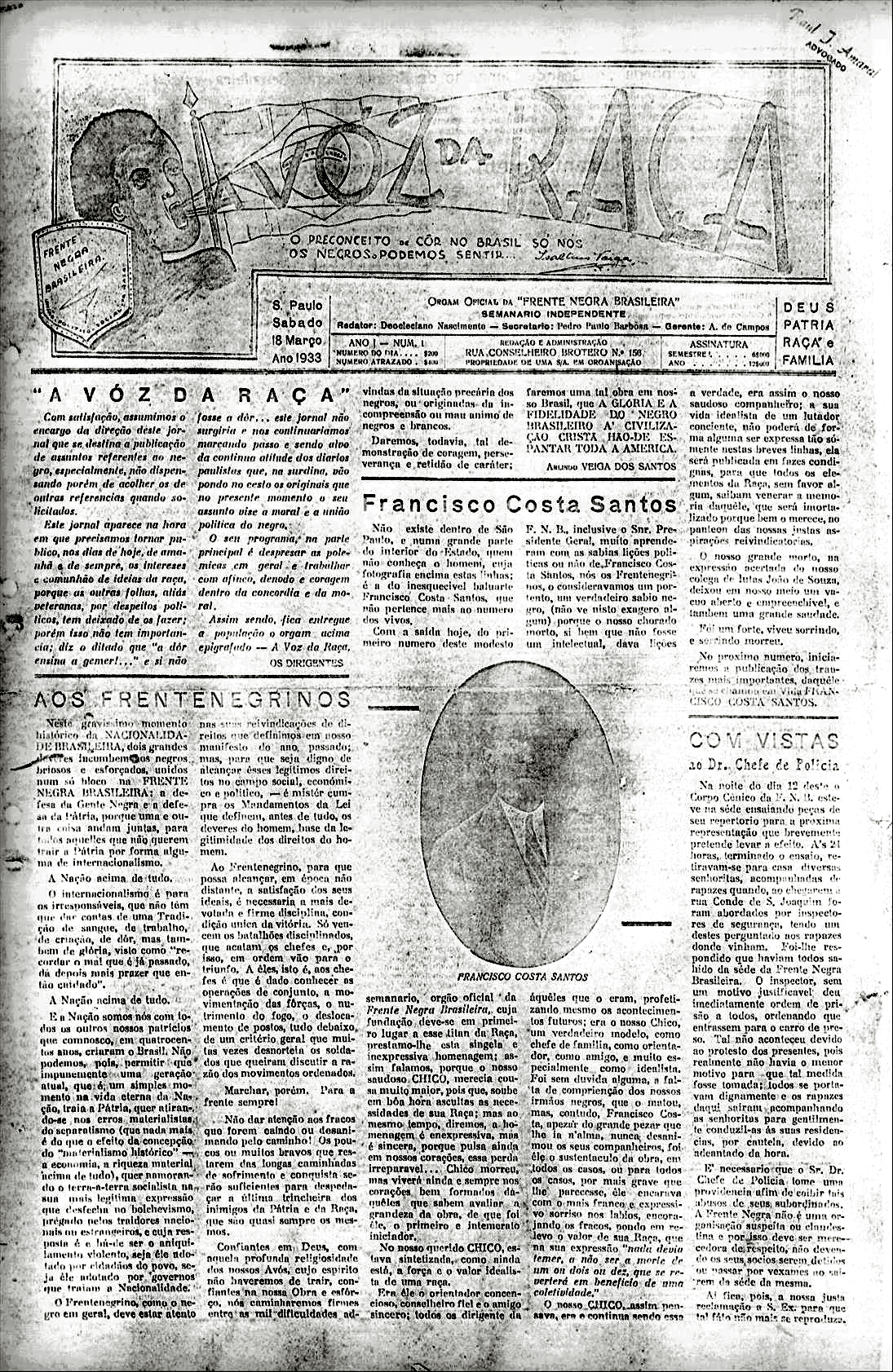
Primeira edição de A Voz da Raça, de 18 de março de 1933.

Registra-se então uma intensa atividade editorial em várias áreas. Muitos jornais indicavam a existência de bibliotecas, centros culturais e cursos técnicos e profissionalizantes, e noticiavam conferências, representações teatrais, concertos musicais e outras atividades de natureza cultural, sendo entendido que a educação ia além da mera alfabetização. Outros davam espaço para a publicação de poesias, crônicas, apólogos, epigramas, sátiras, notícias de interesse geral, protestos contra o preconceito, matérias sobre a reconstrução da identidade cultural perdida e a integração do negro na sociedade brasileira, lutando pela retirada de uma situação de marginalidade. Também eram divulgados eventos do cotidiano da comunidade negra, como festas, bailes, concursos de poesia e beleza, que raramente eram divulgados em veículos da imprensa tradicional. Ao mesmo tempo, buscava-se estimular a formação de uma consciência orgulhosa da negritude, incentivando o cultivo da auto-estima, da memória, da cultura e das tradições ancestrais africanas, alertando contra o perigo da sedução pelas ideologias de branqueamento populacional, e divulgando biografias de líderes negros do Brasil e de outros países, que serviriam como exemplo para outros. Segundo Leandro José dos Santos, "muitas publicações indicavam as regras e condutas que deveriam ser seguidas pelos membros das respectivas comunidades; mesmo que a preocupação central fosse a integração e a formação de uma consciência negra coletiva, muitos editoriais valorizavam a sobriedade, os bons costumes e o amor ao trabalho, demonstrando o apego aos valores éticos e morais puritanos, que também eram utilizados como instrumento de protesto contra o preconceito de cor". Destacam-se neste período jornais como O Clarim da Alvorada, (1924), fundado por José Correia Leite e Jayme de Aguiar, e A Voz da Raça (1933), órgão oficial da Frente Negra Brasileira, ambos em São Paulo, que então era um dos principais pólos de atuação da imprensa negra do Brasil. Até a década de 1930 circularam cerca de 30 jornais negros no estado. Em outros estados a imprensa negra também se mobilizava, podendo ser citados os exemplos do União (1918) no Paraná, do Raça (1935) em Minas Gerais, e do Alvorada no Rio Grande do Sul, este sendo o periódico da imprensa negra de maior longevidade no país, publicado, com pequenas interrupções, de 1907 a 1965.
Durante a ditadura Vargas os ativismos foram proscritos, e os jornais negros deixaram de circular. O movimento ressurgiu em 1945 com o lançamento do periódico Alvorada, vinculado à Associação dos Negros Brasileiros, logo seguido pelos jornais O Novo Horizonte (1946), Senzala (1946), União (1947), Quilombo (1948), Cruzada Cultural (1950),  Redenção (1950), A Voz da Negritude (1952), Notícias de Ébano (1957), O Mutirão (1958), Níger (1960), entre outros, impressos em vários estados, buscando agregar os ativistas dispersos e reivindicar uma maior participação na economia, mais espaço na sociedade e mais peso nas decisões políticas. Era um momento de grande efervescência reivindicatória, com muitos negros filiando-se a partidos políticos e se candidatando a cargos eletivos, mas os partidos em geral não davam abertura à sua participação, e mesmo o Partido Comunista Brasileiro, que estava entre os mais progressistas, considerava que as demandas especificamente negras dividiam a luta dos trabalhadores. Na análise de Gonçalves & Silva, "a entrada de idéias revolucionárias no país incitava o debate e ampliava o horizonte da juventude negra brasileira. O tema da negritude se tornou central para a imprensa negra nos anos 50. As idéias de Aimé Césaire, Senghor, Léon Damas, Langston Hughes, ajudavam no combate aos preconceitos baseados na cor e na raça". Por outro lado, proliferavam clubes sociais, associações culturais, recreativas e esportivas, irmandades religiosas, grupos musicais e outras formas de associativismo e congregação onde se reforçava a solidariedade étnica e se ressaltava a singularidade e a relevância da cultura negra para a sociedade brasileira de modo geral.
Um novo período de repressão dos ativismos e da imprensa ocorreu a partir de 1964, com a instalação da ditadura militar, quando foi imposta a censura e a guerra ideológica e dezenas de líderes negros foram perseguidos, presos, exilados, torturados ou mortos por sua vinculação aos movimentos reivindicatórios, considerados uma ameaça para a segurança nacional e para a propaganda oficial de um país alegadamente livre de racismo, onde dizia-se que reinava uma democracia racial que, não obstante, era inteiramente retórica e fictícia. Flavia Rios disse que "as ações de monitoramento e de censura não se limitavam aos espaços tradicionais do 'fazer política', a exemplo de sindicatos, jornais, movimentos sociais, organizações estudantis e partidos, havia também monitoramento constante dos agentes de segurança e repressão aos territórios e espaços de sociabilidade negra – como escolas de samba e bailes soul. Sem contar as censuras e alterações de trechos de letras das composições de samba-enredo".
A retomada dos trabalhos se deu na década de 1970, quando alguns panfletos, jornais e coletâneas literárias com temática negra, alguns impressos artesanalmente, como o Árvore das Palavras (c. 1974), começaram a circular de forma clandestina, tomando impulso após a fundação da Revista Tição em Porto Alegre, em 1977, que marcou pela contundência da denúncia do racismo e da violência sistêmica contra o negro e por fazer o primeiro apontamento das especificidades da condição da mulher negra, sendo editado pela jornalista feminista Vera Daisy Barcellos. A Tição foi um incentivo para o lançamento de outras publicações, como o jornal Sinba (1977) e a coletânea Negrice (1977), e segundo Oliveira Silveira, com uma "apresentação cuidada, boa diagramação e conteúdo envolvendo história, debate sobre racismo, questões sociais, políticas e culturais em geral, [a Tição] reafirmou a possibilidade de uma imprensa negra vigorosa, renovada, séria e rica em abordagens, temas, profundidade". Porém, foi decisiva a fundação do Movimento Negro Unificado em 1978, com uma proposta aglutinante, consistente e de amplo escopo, defendendo como reivindicações mais básicas a desmistificação da ideologia da democracia racial, a articulação política da população negra, a transformação do movimento negro em movimento de massas de âmbito nacional, a formação de alianças nacionais e internacionais, o enfrentamento organizado da violência policial, a mobilização dentro dos sindicatos e partidos políticos, e a luta pela introdução da História da África e do negro no Brasil nos currículos escolares, além de defender a emergência de uma literatura especificamente negra em oposição àquela de matriz eurocêntrica.

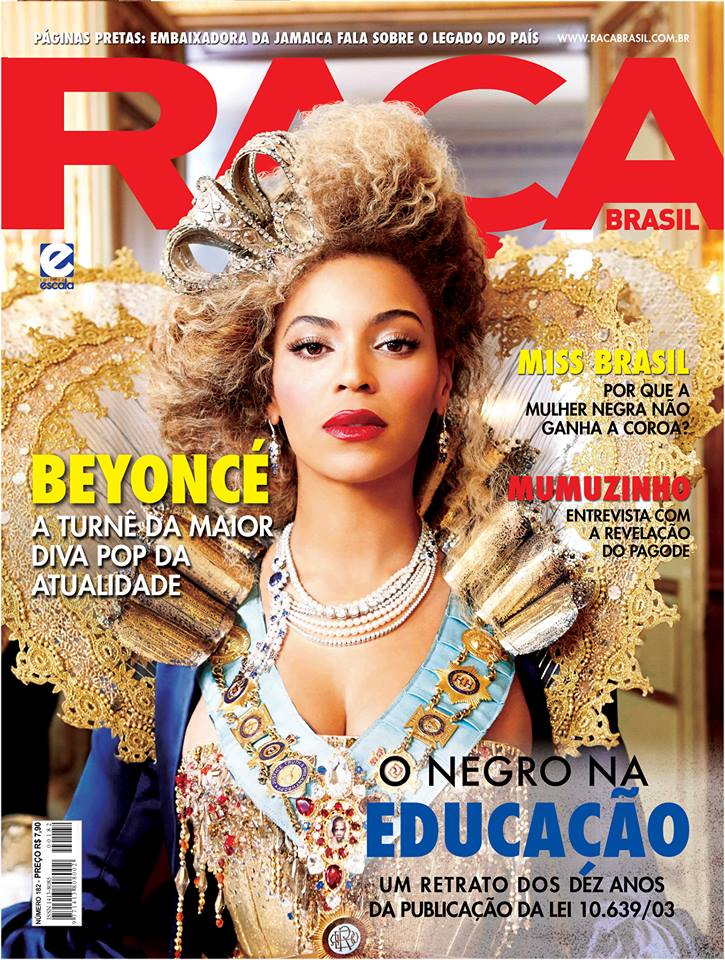
Revista Raça, nº 182, 2017

Surge então, em rápida sucessão, uma grande série de novas publicações de variados formatos e objetivos, destacando-se os Cadernos Negros, o Jornegro, o Jornal Abertura, o Capoeira, todos lançados em 1978, seguidos mais tarde por muitos outros, como Vissungo (1979), a revista Ébano (1980), Nêgo (1981), Africus (1982), Nizinga (1984), a Revista Raça (1996), que se tornou um grande e instantâneo sucesso de público e um modelo para o lançamento de outros veículos, e o Jornal do Núcleo de Consciência Negra da USP (1999).
A partir da década de 1980 a imprensa negra mudou de foco: continuava a denúncia do racismo e da desigualdade, mas em geral foi abandonado o antigo projeto de inclusão social por meio da educação, do trabalho e da ética puritana, buscando-se desconstruir os discursos hegemônicos e aprofundar o entendimento de toda a problemática do negro com um embasamento científico, sociológico e histórico mais sólido, contando como auxílios o exemplo das lutas contra o colonialismo e a discriminação racial em países africanos, e o rápido crescimento dos estudos acadêmicos e de ONGs e centros universitários de pesquisa voltados à cultura e à história negras no Brasil.

## Atualidade
A imprensa negra do passado continua desempenhando um papel atual como documento histórico e a de hoje permanece como um braço extremamente ativo do movimento reivindicatório dos negros no país. Seu estudo crítico iniciou na década de 1950 através de Roger Bastide, mas a despeito dos avanços realizados nas últimas décadas, muitas publicações, muitos locais de produção e vários períodos cronológicos ainda são pouco estudados, mal conhecidos e mal integrados em uma perspectiva abrangente de um movimento que, ao contrário do que tem sido dito em uma multiplicidade de trabalhos, não é fragmentário e desconexo, mas tem sido desenvolvido com um firme e coerente fio condutor desde o século XIX. Os jornais oitocentistas em particular permaneceram muito tempo esquecidos, obscurecidos pela grande atenção dada à imprensa negra paulista do início do século XX, e só recentemente vêm ganhando maior cuidado crítico. No entanto, a imprensa da região sudeste, principalmente a paulista, ainda é o principal foco dos pesquisadores, o estudo da região sul já conta com alguns trabalhos, mas das outras regiões está em estado ainda incipiente.
Em 2018 um grupo de 38 jornais e folhas negros e abolicionistas do século XIX foi contemplado na seção brasileira do Registro da Memória do Mundo, promovido pela UNESCO, e estão disponíveis para consulta online no website da Biblioteca Nacional. De acordo com Bruno Brasil, esses periódicos acervados na BN formam uma coleção "única e insubstituível não só pelo que representa no sentido da memória do engajamento político e emancipatório da (e em torno da) população negra. [...] Seu lugar deve ser de destaque numa sociedade engajada na luta contra o racismo, bem como preocupada em estudar processos históricos cruciais para o desenvolvimento de um mundo democrático. [...] Tiveram impacto em seu tempo e além. Influenciaram o processo de abolição da escravatura décadas antes da assinatura da Lei Áurea, sinalizando o logro de pressões da sociedade civil sobre o Estado imperial. Fora isso, a visão sobre seu conjunto desponta complexidade ímpar, que na atualidade vale ser lembrada: ao mesmo tempo em que alguns desses jornais eram editados por negros, preocupados com os impactos da escravidão sobre a população negra sob um viés humanitário, outros eram editados por brancos de elite, liberais, preocupados com os desdobramentos da manutenção da economia escravocrata em relação ao posicionamento do Brasil na política e no mercado internacional".
Para Leandro José dos Santos, "o estudo dos jornais publicados pela população negra evidencia que essa imprensa foi uma mola capaz de fazer os movimentos sociais negros refletirem sobre as especificidades de seus anseios, suas reivindicações, e, acima de tudo, permitiu a homens e mulheres negros refletirem sobre as condições sociais, econômicas, políticas e culturais em que estavam inseridos". Segundo o Observatório da Imprensa, a imprensa negra brasileira é "uma voz para o povo negro" e serve como "veículo e documentação sobre a luta em favor da equidade racial. [...] Felizmente, com a crescente democratização do acesso à internet e suas ferramentas, a imprensa negra conquistou mais espaço na área digital e vem alcançando maior público e visibilidade em portais como Correio Nagô, O Menelick, Alma Preta e Blogueiras Negras. Embora o panorama soe positivo, a equidade racial não foi completamente alcançada e a mídia negra ainda tem muito trabalho a fazer".
Na grande mídia contemporânea do Brasil ainda se verifica um profundo racismo estrutural, empregando relativamente poucos profissionais negros, dando pouco espaço para as questões negras, e dirigindo-se principalmente para a classe média e a elite brancas. Os negros perfazem mais de 55% da população brasileira, mas entre os jornalistas, de acordo com o Perfil do Jornalista Brasileiro de 2012, somente 23% eram negros. Segundo estudo do Grupo de Estudos Multidisciplinares da Ação Afirmativa — GEMAA, mais de 90% dos colunistas formadores de opinião da Folha, Globo e Estadão são brancos, chegando a 99% no Estadão. O GEMAA afirmou ainda que o perfil desses colunistas é pouco aberto a um ponto de vista popular acerca dos problemas sociais e políticos do país. Outra pesquisa, realizada pela revista Imprensa em 2001, descobriu que nas 230 redações de jornais pesquisadas, somente 85 disseram contar com pelo menos um jornalista negro, e o número de chefes negros era somente 1,6% do total.
Além disso, apesar da sua importância para uma vasta população e de seu impacto social global no Brasil, segundo Isabel Cristina da Rosa, a imprensa negra ainda permanece bastante à margem dos estudos gerais sobre a história da imprensa brasileira e entre os teóricos da comunicação nacional, e acrescenta: "É imperativo refletir criticamente quão tamanha supressão – salvo raras exceções e breves citações como Bahia (1972), Melo (1972) e Werneck (1994) – prestou-se à reiteração do racismo e à prevalência da supremacia branca no pensamento e nos estudos da comunicação, da imprensa e do jornalismo no Brasil. Ou sobre o epistemicídio como instrumento de dominação racial, como aborda a filósofa negra Sueli Carneiro (2005)".